# Attimis
Attimis (Atimis in friulano, Ahten in sloveno, Attems o Altems in tedesco) è un comune italiano di 1 668 abitanti del Friuli-Venezia Giulia.

## Storia
È il luogo originario della nobile famiglia Attems, abitanti dei due castelli di Attimis, il castello superiore e quello inferiore, abbandonati nel 1511 a causa del sisma che colpì il territorio; in seguito venne eretta ai piedi di quest'ultimi una villa provvista di torri, incendiata dai tedeschi nel settembre 1944.
Il Castello di Attimis, "castrum jacet [...] ad locum qui dicitur Attems", viene citato nel 1106, quando il vescovo di Salisburgo, Bertoldo, "Bertoldus episcopus filius Purchardi", dona il castello e tutte le pertinenze e i diritti ad esso spettanti con la facoltà di disporne a loro piacimento, a Matilde, figlia di Uldarico d'Attimis già Marchese di Toscana, e a Corrado di Manzano, suoi prossimi parenti. L'atto, rogato a Attimis ("Actum in Atins"), fu sottoscritto dai seguenti testimoni: Ermanno di Manzano, Napone viceconte, Larico viceconte, Federico giurisperito, Azzone di Castillerio ed altri. Nel 1166, Ulrico o Voldarico d'Attems, già Marchese di Toscana, rimise i propri feudi a Voldarico, Patriarca di Aquileia, perché ne desse l'investitura a Luicarda sua figlia, al di lei marito Enrico di Manzano e al loro figlio Corrado.

### Seconda guerra mondiale
Durante la seconda guerra mondiale il territorio del Comune di Attimis ed in particolare le località di Forame, Porzûs, Racchiuso, Subit furono interessati dalle attività della resistenza friulana con le operazioni delle unità partigiane Brigate Garibaldi e Brigate Osoppo.
Il paese di Subit in particolare, già dai giorni successivi alla capitolazione avvenuta l'8 settembre 1943, fu luogo di nascita di una delle prime "bande" di partigiani e nel novembre '43 fu sede di un reparto del 1º Btg. Garibaldi-Friuli e successivamente del primo battaglione regolare della zona est della Brigata Osoppo, che poi diventerà Divisione Osoppo.
Nel 1976 il comune fu devastato dal terremoto del Friuli, che provocò enormi crolli e danni soprattutto nelle frazioni montane, sconvolgendone l'aspetto originario.

### Simboli
Lo stemma e il gonfalone del comune di Attimis sono stati concessi con decreto del Presidente della Repubblica del 26 giugno 1955. Il gonfalone municipale è un drappo partito di bianco e di rosso.

### Onorificenze
Questo conferimento revoca la medaglia d'argento concessa in precedenza con D.P.R. del 12 dicembre 2002.

## Monumenti e luoghi d'interesse
- Castello di Partistagno
- Castello Inferiore
- Castello Superiore
- Chiesa dei Santi Giovanni Battista e Lucia a Porzus
- Chiesa di Sant'Andrea Apostolo ad Attimis
- Chiesa parrocchiale di Sant'Antonio abate
- Chiesa di San Silvestro papa a Racchiuso
- Museo Archeologico Medioevale: si trova nel centro del paese ed espone oggetti relativi ai castelli del Friuli orientale, lungo la via che conduceva da Cividale del Friuli verso i valichi alpini, documentando la vita quotidiana degli abitanti in epoca medioevale (X - XV secolo).
- Villa d'Attimis, Strassoldo Soffumbergo.
- Villa d'Attems a Pecòl

## Società

### Evoluzione demografica
Abitanti censiti

### Lingue e dialetti
Ad Attimis, accanto alla lingua italiana, la popolazione utilizza la lingua friulana. Ai sensi della Deliberazione n. 2680 del 3 agosto 2001 della Giunta della Regione Autonoma Friuli-Venezia Giulia, il Comune è inserito nell'ambito territoriale di tutela della lingua friulana ai fini della applicazione della legge 482/99, della legge regionale 15/96 e della legge regionale 29/2007.
Sono presenti inoltre varianti locali della lingua slovena, riconducibili al più ampio gruppo dialettale delle Valli del Torre, in ogni paese sono spesso chiamate dagli stessi parlanti po našen (traducibile con a modo nostro). Sono parlate soprattutto nelle frazioni di Forame/Malina, Subit/Subid e Porzus/Porčinj, ora spesso accanto al friulano mentre fino agli anni '60 specialmente nelle frazioni più a monte questo idioma slavo rappresentava la parlata principale nel quotidiano.

## Geografia antropica

### Frazioni

#### Racchiuso/Riclûs/Rekluž
La frazione è situata a 190 m s.l.m., conta circa 500 abitanti ed è costituita dal nucleo abitato principale e da due borghi separati: Partistagno (Borgo Faris) e Poiana (di Sopra e di Sotto). Un'ulteriore borgata, ormai disabitata e immersa nella vegetazione, si trova a nord-est del paese: Canalutto vecchia. Di particolare interesse l'antica torre campanaria e la chiesa di San Silvestro con la limitrofa cappella affrescata da Gian Paolo Thanner (1400 circa). Un km a nord-ovest la vallata è dominata dal Castello di Partistagno, recentemente ristrutturato, con annessa la chiesa di Sant'Osvaldo. Nei boschi al di sopra del paese si trovano le grotte preistoriche del "Çiondar des Pagánis" e del "Masariât". D'interesse anche l'Ancona di Carûl, il Cristo di Poiana ed il monastero delle Clarisse a Partistagno. Ampia e ben segnalata la rete sentieristica. La frazione di Racchiuso è situata sulla strada provinciale SR356, ed è l’ultimo paese posto su di essa appartenente al comune di Attimis, prima di arrivare a Faedis; è inoltre collegato attraverso via Subida alla vicina Bellazoia, dalla quale dista circa 3 km.

#### Subit/Subît/Subid
La frazione di Subit (slov.  Subid), posta ad un'altezza di 727 metri s.l.m alle pendici del monte Nagrad, è situata sulle propaggini più meridionali delle Prealpi Giulie, nella parte orientale della Provincia di Udine, conosciuta come Slavia Friulana, e offre una splendida vista su gran parte della pianura friulana, spaziando, nelle giornate limpide, fino al mare.
L'origine dell'abitato è da attribuirsi probabilmente tra il VII e il VIII secolo d.C quando nelle aree delle Valli del Torre e del Natisone incominciarono ad insediarsi le popolazioni di origine slava.
La seconda guerra mondiale toccò nel profondo e a più riprese il paese di Subit, uno dei paesi più attivi ed interessati dalla lotta partigiana che portò a devastanti conseguenze; la prima fu l'eccidio avvenuto a Nongruella di Cergneu il 13 dicembre 1943 quando alcuni giovani del paese, impegnati a trasportare fasci di fieno fino in pianura, furono bloccati e successivamente fucilati da un reparto di soldati tedeschi che li aveva additati come partigiani. Perirono in cinque.
La guerra portò all'incendio del paese in ben due occasioni, il 29 luglio 1944 e il 29 settembre 1944 con oltre 70 case bruciate complessivamente e con la distruzione della grande chiesa nel secondo episodio, fatta saltare dai tedeschi con l'esplosivo. Negli incendi morirono cinque persone, oltre ad una trentina di vacche.
Il patrimonio zootecnico durante tutto il conflitto fu depredato a più riprese e si calcola che furono razziati più di 500 capi di bestiame tra vacche, maiali e animali da cortile. Subit, come tutti i paesi delle zone montane, conobbe il periodo dell'emigrazione che ha portato ad un drastico spopolamento della frazione: 577 nel 1901, un massimo di 700 abitanti negli anni trenta, 550 nel 1944, 210 nel 1974, per arrivare ai circa 50 abitanti stabili di oggi.
Con lo spopolamento sono state abbandonate tutte le attività agricole un tempo fiorenti anche se di sussistenza; oggi molti coltivi terrazzati sono inghiottiti dal bosco e rimangono ben pochi prativi localizzati solamente nei dintorni del paese. Un tempo i prati si estendevano verso nord e verso est e ammontavano ad alcune centinaia di ettari.
Il terremoto del 6 maggio 1976 causò il crollo o lesioni gravissime praticamente all'intero abitato che fu poi ricostruito solamente in parte e seguendo linee architettoniche moderne, andando a stravolgere l'articolato complesso di case in pietra con ballatoi in legno e di strette viuzze e scalinate. Anche il campanile crollò e fu ricostruito molti anni dopo: ora è il simbolo di riconoscimento del paese dalla pianura.
Anche se non conteggiate ufficialmente nelle vittime del sisma, Subit pagò con la perdita di due suoi abitanti, conseguenza delle scosse successive a quella del 6 maggio. Le conseguenze dello spopolamento hanno purtroppo inciso sulle tradizioni e sulla cultura del luogo e sul dialetto sloveno locale subiško (o "po našen", ossia "a modo nostro", come lo chiamano i parlanti).
Durante il mese di luglio ha luogo la festa della patrona di Subit, Sant'Anna. Il paese dista circa 9 chilometri dal capoluogo Attimis e 10 dal confine italo-sloveno. A Subit è presente una buona rete di sentieri naturalistici che si diramano partendo tutti dalla piazza principale del paese; interessante è il sentiero della panoramica delle cime che raggiunge tutti i punti più alti e panoramici attorno al paese,toccando nel percorso anche la croce votiva illuminata, recentemente riposizionata sulla cima meridionale del monte Nagrad, conosciuto come Pčau. Il paese è collegato a Porzûs dal sentiero della sorgente Očena, tratto facente parte del più ampio cammino mariano.
Situata dopo l'abitato di Subit, durante la guerra fredda, vi era una delle fortificazioni che facevano parte della soglia di Gorizia, in direzione di Prossenicco lungo la strada Attimis-Prosenicco. La fortificazione, affidata al 52º Battaglione fanteria d'arresto "Alpi", faceva parte, con le fortificazioni di Campo di Bonis e Platischis, del sistema difensivo della valle di Caporetto.

### Forame/Forán/Malina
La frazione di Forame (slov.  Malina) 353 m. s.l.m presso chiesa di Sant'Antonio Abate è un insediamento sparso formato da vari borghi e caseggiati che risalgono il letto del torrente Malina.
Il nome deriva dal latino foramen con il significato di grotta, forse a ricordare le numerose cavità e foibe presenti nel territorio. L'alternativo Malina, usato per nominare il paese in dialetto sloveno, non deriverebbe dallo sloveno malina ossia lampone ma dal celtico, che sta a significare genericamente corso d'acqua.
Le varie borgate che compongono la frazione sono, partendo dal capoluogo:
- Gravis, borgata molto recente che oggigiorno viene inglobata nel territorio di Attimis;
- Borgo Ponte o Pod Klànac
- Pradaroncs o Falùnjišče
- Minins
- Degano o Bastian
- Matteus o Batudića
- Cerman
- Molinars o Malina
- Mattielig o Njìvca
- Rieppi
- Salandri o Tistran
- Scovertz o Skovertan
- Pecol di sotto o Čelo
- Pecol di sopra o Ta za Čelant
- Bombardier o Miškorća

## Amministrazione

### Sindaci dal 1995
| Periodo | Periodo   | Primo cittadino  | Partito      | Carica  | Note |
| ------- | --------- | ---------------- | ------------ | ------- | ---- |
| 1995    | 2009      | Maurizio Malduca | Lista civica | Sindaco |      |
| 2009    | 2024      | Sandro Rocco     | Lista civica | Sindaco |      |
| 2024    | in carica | Maurizio Malduca | Lista civica | Sindaco |      |

### Altre informazioni amministrative
Il consiglio regionale ha approvato la richiesta di referendum per la costituzione, in seguito a fusione dei due enti, del comune di Attimis e Faedis.
La proposta di legge sulla fusione è poi stata bocciata dallo stesso consiglio regionale in seguito ai risultati della consultazione referendaria che ha visto il comune di Attimis esprimere contrarietà con il 53,46% dei voti validi.

## Galleria d'immagini

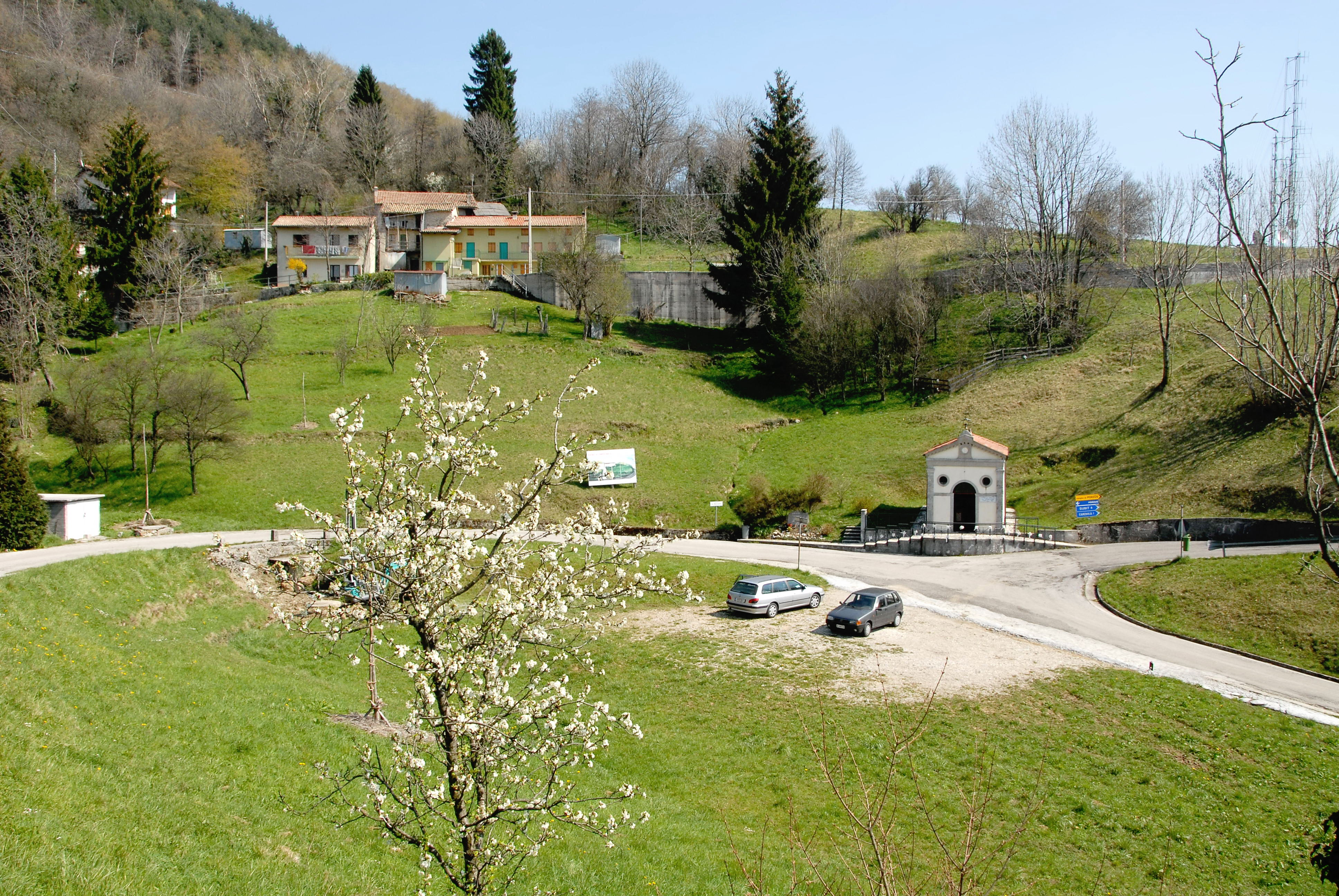
Dolina e cappella a Porzûs
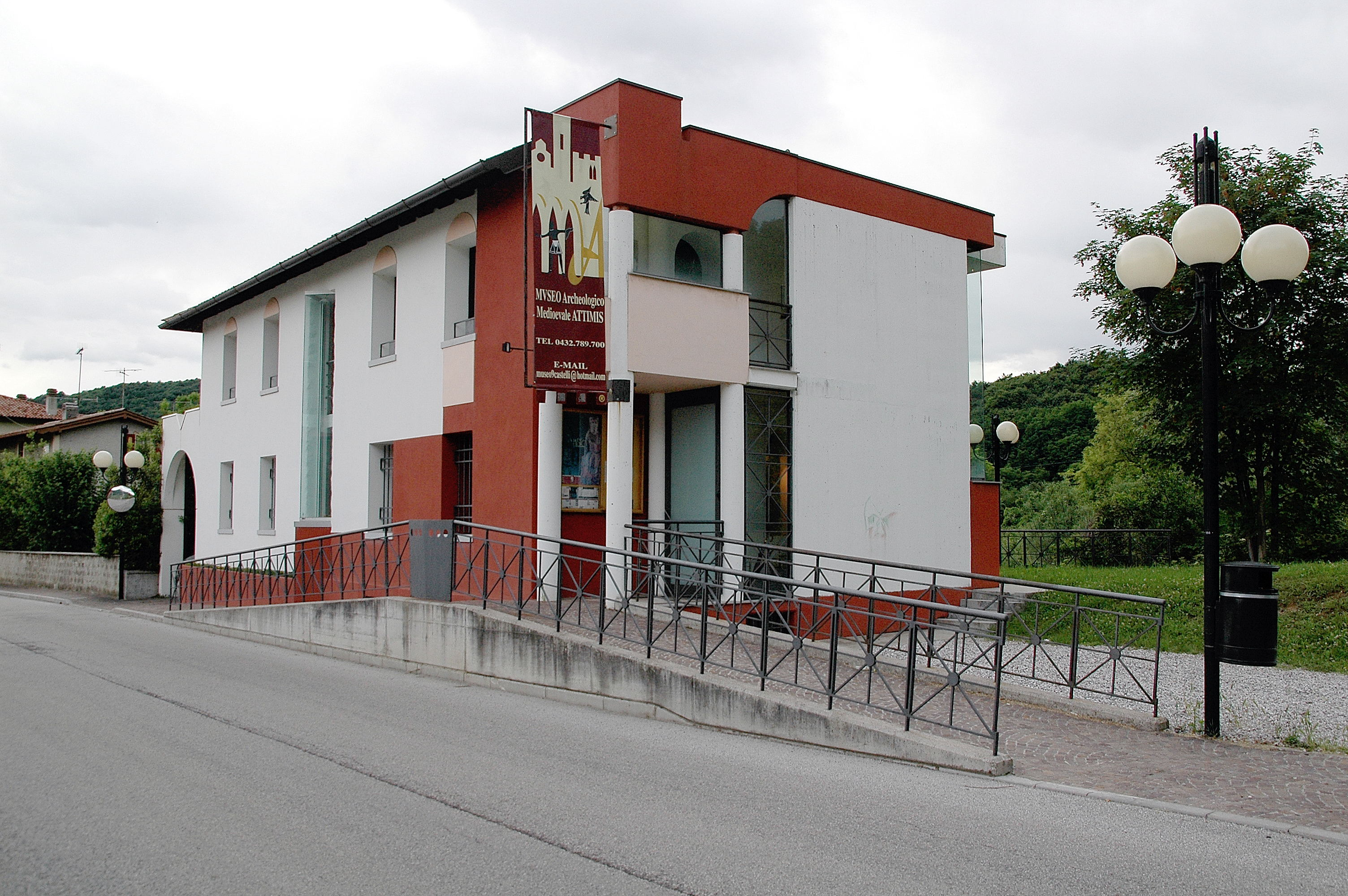
Il museo archeologico